# Nina Schultz
Nina Schultz (New Westminster, Columbia Británica; 12 de noviembre de 1998) es una atleta china, nacida en Canadá, que compite en pruebas combinadas.

## Carrera deportiva
Schultz comenzó a entrenar en atletismo desde una edad temprana y estableció un récord juvenil en el pentatlón de pista cubierta en 2017 antes de ser aceptada en la Universidad Estatal de Kansas con una beca deportista. En su temporada de debut en el atletismo universitario, Schultz ganó la medalla de bronce en el evento de pentatlón de los campeonatos en pista cubierta de la NCAA 2017. En el Campeonato de pista cubierta de la NCAA de 2018, se llevó la medalla de plata. Ese mismo año, en el Campeonato de Pista y Campo al Aire Libre de la División I de la NCAA acabó en el séptimo lugar en el heptatlón, con 5778 puntos.
Con anterioridad, en 2015 había participado en el Campeonato Mundial Juvenil de Atletismo que tuvo lugar en Cali (Colombia), donde acabó undécima en el heptatlón, alcanzando los 5406 puntos. Al año siguiente, en 2016, compitió en el Campeonato Mundial de Atletismo Sub-20 de Bydgoszcz (Polonia), mejorando sus resultados, hasta ser la sexta mejor, con 5639 puntos.
Schultz compitió como parte del equipo canadiense en los Juegos de la Mancomunidad de 2018 en Gold Coast (Australia). Era la miembro más joven del equipo de pista y campo canadiense. En el evento de heptatlón, estableció una nueva mejor marca personal de 6133 puntos y ganó la medalla de plata, terminando 122 puntos por detrás de la medallista de oro, la inglesa Katarina Johnson-Thompson.

### Cambio de ciudadanía
Schultz se convirtió en una de las pocas atletas naturalizadas china; cumplió un período de espera de tres años de conformidad con las reglas de competencia de la IAAF para confirmar su elegibilidad como miembro competidor de la selección nacional de China, oficializándose todo el proceso el 12 de abril de 2021.
La prensa china citó a su abuela materna Zheng Fengrong, quien en 1957 estableció el récord mundial femenino en salto de altura de 1,77 metros y llegó a ser una atleta célebre en China. Su hermano Ty Schultz es jugador de hockey en Canadá.
Schultz regresó a la escena competitiva bajo la bandera china para aumentar su mejor marca personal en más de 200 puntos en la etapa española del World Athletics Challenge, en el Meeting Internacional de Arona (en las Islas Canarias de España). La atleta, que pasó a competir con su nombre Nina Li Schultz, ganó la reunión con una puntuación de 6358 puntos, lo que la llevó a la clasificación para los Juegos Olímpicos de Verano de 2020.
Semanas más tarde 2021, después de quedar postergados los Juegos Olímpicos de Tokio a consecuencia de la pandemia por el coronavirus, Li Schultz viajó a Japón con la representación china para participar en las pruebas combinadas del heptatlón, quedando en el décimo lugar de la clasificación final, sumando 6318 puntos.

## Resultados por competición

### Por temporada
| Representando a Canadá | Representando a Canadá                  | Representando a Canadá | Representando a Canadá | Representando a Canadá | Representando a Canadá |
| ---------------------- | --------------------------------------- | ---------------------- | ---------------------- | ---------------------- | ---------------------- |
| Año                    | Competición                             | Lugar                  | Puesto                 | Modalidad              | Marca                  |
| 2015                   | Campeonato Mundial Juvenil de Atletismo | Cali                   | 11.ª                   | Heptatlón              | 5406 pts.              |
| 2016                   | Campeonato Mundial de Atletismo Sub-20  | Bydgoszcz              | 6.ª                    | Heptatlón              | 5639 pts.              |
| 2018                   | Juegos de la Mancomunidad               | Gold Coast             | 2.ª                    | Heptatlón              | 6133 pts.              |

| Representando a China | Representando a China          | Representando a China | Representando a China | Representando a China | Representando a China |
| --------------------- | ------------------------------ | --------------------- | --------------------- | --------------------- | --------------------- |
| Año                   | Competición                    | Lugar                 | Puesto                | Modalidad             | Marca                 |
| 2021                  | Meeting Internacional de Arona | Arona                 | 1.ª                   | Heptatlón             | 6358 pts.             |
| 2021                  | Juegos Olímpicos               | Tokio                 | 10.ª                  | Heptatlón             | 6318 pts.             |

### Mejores marcas
| Disciplina                        | Marca        | Lugar           | Fecha                 |
| --------------------------------- | ------------ | --------------- | --------------------- |
| 100 metros lisos (exterior)       | 11,91 s.     | Victoria        | 7 de mayo de 2016     |
| 200 metros lisos (exterior)       | 24,24 s.     | Manhattan       | 5 de mayo de 2018     |
| 800 metros lisos (exterior)       | 2:10,35 min. | Tokio           | 5 de agosto de 2021   |
| 800 metros lisos (pista cubierta) | 2:19,58 min. | College Station | 9 de marzo de 2018    |
| 60 metros vallas (pista cubierta) | 8,24 s.      | Manhattan       | 2 de febrero de 2018  |
| 100 metros vallas (exterior)      | 13,27 s.     | Tokio           | 4 de agosto de 2021   |
| Salto de altura                   | 1,85 m.      | Ames            | 24 de febrero de 2018 |
| Salto de longitud                 | 6,23 m.      | Arona           | 12 de junio de 2021   |
| Triple salto                      | 11,80 m.     | Langley         | 17 de agosto de 2014  |
| Lanzamiento de peso               | 13,86 m.     | Arona           | 12 de junio de 2021   |
| Lanzamiento de jabalina           | 48,26 m.     | Arona           | 13 de junio de 2021   |
| Pentatlón                         | 4502 pts.    | Lubbock         | 9 de febrero de 2018  |
| Heptatlón                         | 6358 pts.    | Arona           | 13 de junio de 2021   |